# Controversy (album de Prince)
Pour les articles homonymes, voir Controversy.
Albums de Prince
Dirty Mind
(1980) 1999
(1982)
Singles
1. Controversy
Sortie : 2 septembre 1981
2. Let's Work
Sortie : 6 janvier 1982
3. Do Me, Baby
Sortie : 16 juillet 1982
4. Sexuality
Sortie : 1982

Controversy est le quatrième album studio de Prince sorti en 1981, chez Warner Bros. Records. L'album s'est classé à la 21e place au Billboard 200 et à la 3e au Billboard Top R&B/Hip-Hop Albums. L'album a aussi été classé 50e aux Pays-Bas.
Deux singles sont extraits de l'album : Controversy, qui s'est classé à la 70e position au Billboard Hot 100 le 24 octobre 1981 et est resté classé 11 semaines dans les charts, et 3e au Hot R&B/Hip-Hop Songs. Le second single, Let's Work, s'est classé à la 9e place au Hot R&B/Hip-Hop Songs en 1982.
Musicalement, Controversy est très proche du précédent album (Dirty Mind) et ce n'est pas un hasard si Prince apparaît sur la pochette habillé du même manteau que pour l'album Dirty Mind.
Controversy s'est vendu à 2,65 millions d'exemplaires et fut, à l'époque, le premier album de Prince à être distribué en France, bien avant For You, Prince et Dirty Mind.

## Liste des titres
Toutes les chansons sont écrites et composées par Prince.
| A1. | Controversy | 7:14 |
| A2. | Sexuality   | 4:20 |
| A3. | Do Me, Baby | 7:47 |

| B1. | Private Joy            | 4:25 |
| B2. | Ronnie, Talk to Russia | 1:48 |
| B3. | Let's Work             | 3:57 |
| B4. | Annie Christian        | 4:21 |
| B5. | Jack U Off             | 3:12 |

Vinyle – Warner Bros. Records (BSK 3601,  États-Unis)

## Personnel
- Prince – chant, guitares, basse, claviers, synthétiseurs, batterie, percussions
- Lisa Coleman – sitar, claviers, chœurs sur "Controversy", "Ronnie, Talk to Russia" et "Jack U Off"
- Dr. Fink – claviers sur "Jack U Off"
- Bobby Z. – batterie sur "Jack U Off"
- Morris Day - batterie sur "Controversy" et "Let's Work"
- André Cymone - basse (non crédité) sur "Let's Work"

## Classements et certifications
| Classement (1981)                             | Meilleure place |
| --------------------------------------------- | --------------- |
| Australie (ARIA)                              | 55              |
| États-Unis (Billboard 200)                    | 21              |
| États-Unis (Billboard Top R&B/Hip-Hop Albums) | 3               |
| Pays-Bas (Mega Album Top 100)                 | 50              |

| Région                                                                                                 | Certification | Ventes/Streams |
| --- | ------------- | -------------- |
| Royaume-Uni (BPI)                                                                                      | Or            | 100 000^       |
| États-Unis (RIAA)                                                                                      | Platine       | 1 000 000^     |
| *Ventes selon la certification ^Mise en rayon selon la certification xNon précisé par la certification |               |                |